# Chlorure de tris(bipyridine)ruthénium(II)
Le chlorure de tris(bipyridine)ruthénium(II) est le complexe de formule [Ru(bpy)3]Cl2, où « bpy » représente la 2,2’-bipyridine. Sous sa forme hexahydratée, la plus courante, c'est un sel cristallin rouge, mais c'est sous sa forme cationique [Ru(bpy)3]2+ qu'il fait le plus l'objet de recherche, du fait de ses propriétés optiques particulières. Ces propriétés peuvent être modulées en remplaçant ses contre-ions chlorure Cl− par d'autres anions, tels que l'hexafluorophosphate PF6−.

## Synthèse et structure
Ce sel est préparé en traitant une solution aqueuse de chlorure de ruthénium(III) RuCl3 par de la 2,2’-bipyridine. Dans ce processus, Ru(III) est réduit en Ru(II) et on utilise alors en général l'acide hypophosphoreux H3PO2 comme réducteur. Le cis-dichlorobis(bipyridine)ruthénium(II) cis-Ru(bpy)2Cl2 est un intermédiaire de cette conversion. [Ru(bpy)3]2+ est un complexe octaédrique entouré par trois ligands bidentés. Ce complexe est chiral en raison de l'arrangement des trois ligands et possède une symétrie D3 (notation Schoenflies). Les deux énantiomères sont séparables et cinétiquement stables dans les conditions normales de température et de pression. Dans son premier état excité (état triplet), la molécule perd de la symétrie et passe dans une symétrie C2. Cela vient du fait que l'électron excité n'est pas distribué symétriquement entre les trois ligands.

Intermédiaire cis-Ru(bpy)2Cl2.
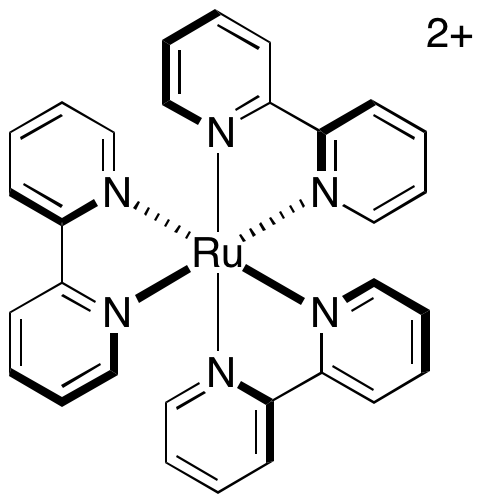
Structure du [Δ-Ru(bpy)3]2+.

## Photochimie de [Ru(bpy)3]2+
[Ru(bpy)3]2+ absorbe à la fois dans la lumière visible et dans l'ultraviolet. En milieu aqueux, la molécule absorbe très fortement à 452 ± 3 nm correspondant à une transition de transfert de charge du ligand vers le métal (ελ = 14,600 mol−1 L−1 cm−1) et à 285 nm correspondant à une transition π*⟵ π des ligands. Il y a également une transition d⟵ d lié au métal autour de 350 nm mais l'absorption est bien moins intense. En solution, l'état excité (état triplet) a un temps d'existence assez long : 890 ns dans l'acétonitrile et 650 ns dans l'eau. L'état excité retourne à l'état fondamental par émission d'un photon de longueur d'onde λ = 620 nm. La longue durée de vie de l'état excité est due à la fois à la structure de la molécule qui permet une bonne séparation des charges et au fait que cet état est un état triplet alors que l'état fondamental est un état singulet. En effet, les transitions singulet-triplet sont interdites et par conséquent souvent très longues lorsqu'elles s'opèrent (phosphorescence).

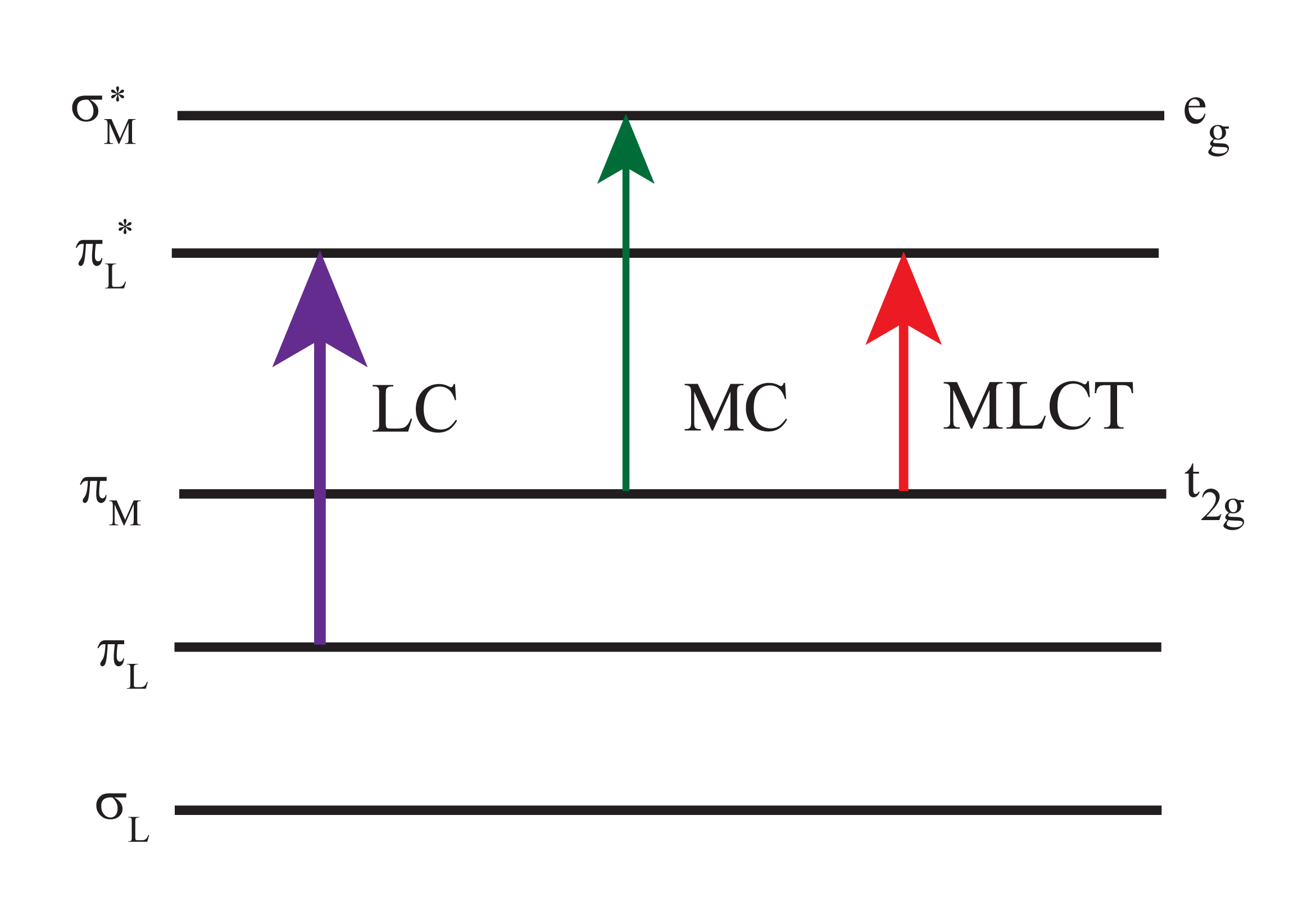
Transitions de 2+ :
- MLCT : Metal-to-Ligand transfer ;
- LC : Ligand transfer ;
- MC : Metal transfer.

L'état triplet possède des propriétés oxydantes et réductrices. Cette situation inhabituelle vient du fait que l'état excité peut être décrit comme un complexe de Ru3+ contenant un ligand bpy− chargé négativement. L'électron excité est totalement délocalisé vers l'un des ligands. Ainsi, on peut dire que les propriétés photochimiques de [Ru(bpy)3]2+ rappellent celles de la photosynthèse, qui impliquent également la dissociation d'un électron et d'un trou.
Le complexe [Ru(bpy)3]2+ a été étudié comme « photosensibilisateur » pour réaliser à la fois l'oxydation et la réduction de l'eau. En absorbant un photon, [Ru(bpy)3]2+ passe à l'état triplet (mentionné plus haut), noté [Ru(bpy)3]2+ *. Cette espèce peut transférer un électron, localisé en grande partie sur un ligand bpy, vers une espèce oxydante sacrificielle telle que le peroxodisulfate S2O82−. L'espèce résultante est [Ru(bpy)3]3+, un oxydant puissant capable d'oxyder l'eau en oxygène O2 en présence d'un catalyseur métallique. D'une autre manière, le pouvoir réducteur de [Ru(bpy)3]2+ * peut être activé en réduisant le viologène, espèce intermédiaire régénérée par la suite, qui transfère ses électrons à H+ pour réaliser sa réduction en hydrogène H2 en présence d'un catalyseur de platine. Un réducteur sacrificiel, tel que l'EDTA ou la triéthylamine doit être engagé pour réduire le Ru(III) formé en Ru(II) et en faire un processus catalytique.
Les espèces dérivées de [Ru(bpy)3]2+ sont nombreuses,. Ces complexes sont très étudiés pour leurs utilisations possibles en biodiagnostics, pour les cellules solaires à pigment photosensible et pour les diodes électroluminescentes organiques (OLED) mais rien n'a encore été commercialisé. Des applications sont aussi envisageables pour la fabrication de capteurs optiques chimiques.

## [Ru(bpy)3]2+et catalyse photorédox
Les catalyseurs photorédox tels que [Ru(bpy)3]2+ utilisant la lumière visible ont été considérés comme un outil pour la synthèse organique depuis les années 1970. Cependant, seuls quelques groupes axent leurs travaux sur ce sujet depuis le début du XXIe siècle. Les recherches sur ce type de chimie se sont activées en 2008 grâce aux travaux des groupes MacMillan, Yoon et Stephenson. Selon le choix de désactivateur (quencher en anglais) on peut utiliser [Ru(bpy)3]2+ pour opérer une photoréduction ou une photo-oxydation. Certaines revues récentes traitent de ce qu'il est possible de faire avec ce complexe,,,. D'autres complexes basés sur des métaux tels que l'iridium ou le rhénium présentent des propriétés analogues au complexe [Ru(bpy)3]2+ et sont également en cours d'étude. De plus, en couplant ce catalyseur photochimique avec un catalyseur chiral type acide de Lewis, le groupe Yoon a montré qu'il est possible de réaliser des réactions photochimiques asymétriques dans diverses situations. Cela prouve la possibilité d'exercer un contrôle stéréochimique même par voie photochimique et ouvre de nombreuses perspectives de synthèse.

## Sécurité
Les métaux complexés à la bipyridine tout comme les complexes à base de phénantroline sont généralement bioactifs et peuvent interférer avec l'ADN comme composés d'intercalation.